# Classe Dresden
Pour les articles homonymes, voir Dresden.
Les deux croiseurs légers de la classe Dresden furent une classe de transition pour la marine impériale allemande. Le Dresden était propulsé par des turbines à vapeur, tandis que l’Emden conservait des machines à vapeur classiques à triple expansion. Comme leurs prédécesseurs par contre, ils embarquaient une artillerie principale composée de 10 canons à tir rapide de 105 mm, à raison de cinq de chaque bord.

## Navires de la classe
| Nom du navire | Chantier                 | Quille       | Lancement      | Armé            | Statut                    |
| ------------- | ------------------------ | ------------ | -------------- | --------------- | ------------------------- |
| SMS Dresden   | Blohm & Voss, Hambourg   | 1906         | 5 octobre 1907 | Novembre 1908   | Coulé le 15 mars 1915     |
| SMS Emden     | Kaiserliche Werft Danzig | 6 avril 1906 | 26 mai 1908    | 10 juillet 1909 | Échoué le 9 novembre 1914 |

## Historique

### Dresden

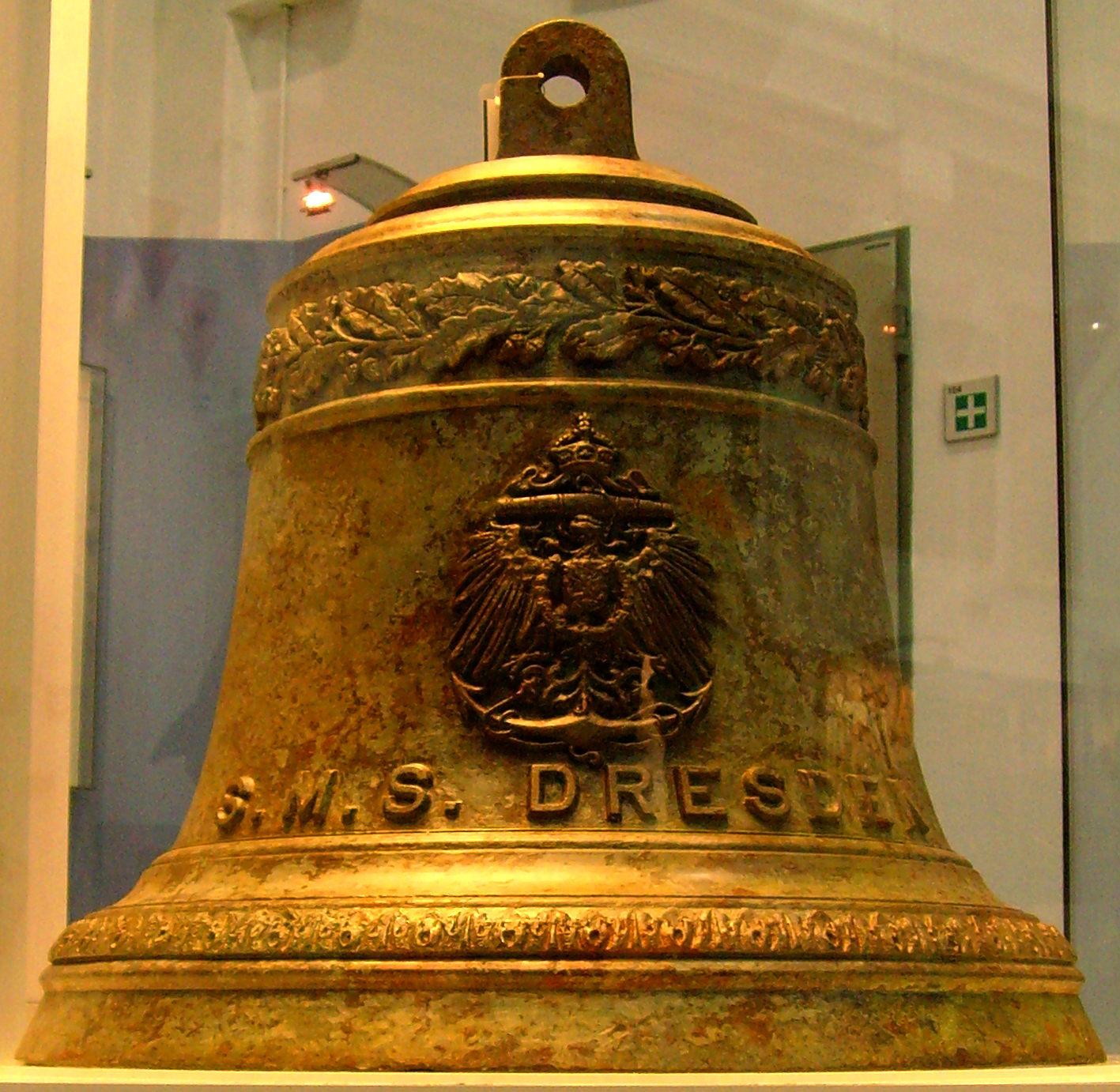
Cloche du SMS Dresden au musée d'histoire militaire de Dresde.

À la déclaration de guerre, le Dresden était stationné aux Caraïbes[précision nécessaire] depuis un an. Il se préparait au voyage de retour quand l'état major lui ordonna de pratiquer un raid contre le commerce des Alliés, en faisant route vers le cap Horn. En novembre, il rejoignit l'escadre de von Spee, à l'île de Pâques et participa alors à la bataille de Coronel où, aidé par le SMS Leipzig, il endommagea le HMS Glasgow, le contraignant à la fuite. Dans cette bataille, la flotte anglaise perdit trois bateaux, ce qui déclencha un désir de revanche à l'Amirauté britannique.
Un mois plus tard, il participa à la désastreuse bataille des Falklands, à l'issue de laquelle, grâce notamment à sa marche rapide du fait de ses turbines, ce fut le seul navire allemand rescapé. Il rebroussa chemin jusqu'au cap Horn, et se cacha dans le dédale de baies et chenaux du sud Chili. Il fut recherché sans succès par la Royal Navy, jusqu'en mars 1915. Il quitte sa cachette le 14 février 1915. Le 8 mars 1915, il posa l'ancre au large de l'île Robinson Crusoe, ses moteurs en panne, sans pièces de rechange.
Six jours plus tard, il y fut découvert par les navires britanniques, HMS Glasgow et HMS Kent de la classe Monmouth. Après quelques tirs violents, qui firent des blessés, dont l’officier de navigation Ernst Wieblitz, le Dresden hissa le pavillon blanc. Le commandant envoya, comme parlementaire, Wilhelm Canaris, alors jeune enseigne de vaisseau. Une version décrit son bombardement, par trois croiseurs britanniques dont le Kent et le Glasgow, malgré ses signaux de reddition. Dans tous les cas, il coula, non loin du rivage de l'île chilienne de Juan Fernandez.

### Emden
Son presque sister-ship, l’Emden, est le dernier navire de guerre allemand à être propulsé par des machines à vapeur à triple expansion. Il eut une brève mais remarquable carrière dans la guerre de course, en particulier grâce aux grandes qualités de son commandant, korvettenkapitän Karl von Müller (en). Il sème la terreur dans l'océan Pacifique, coulant une trentaine de navires alliés. Il participe au combat de Penang avant d'être coulé par le croiseur australien HMAS Sydney (en) lors du combat des îles Cocos, le 9 novembre 1914.
Les rescapés du naufrage réussissent à rejoindre Sumatra après un voyage de 600 milles à bord d'un vieux voilier. Ils rejoignent successivement Padang, puis al-Hodeïda à bord d'un charbonnier, avant d'arriver à Constantinople le 23 mai 1915 après un voyage épique. De là, ils regagnent l'Allemagne.
Son commandant, von Müller, reçut du Kaiser Guillaume II la Croix de fer de première classe, bien que lui et les rescapés de l’Emden passent le reste de la guerre en captivité à Malte. Les survivants eurent aussi le droit de suffixer leur nom de famille par « -Emden ».

## Sources
- Jean Mabire, « L'équipée des survivants de l'« Emden » », Les dossiers Histoire de la mer, no 8,‎ septembre-octobre 1979
- Jacques Mordal, 25 siècles de guerre sur mer, t. 2, Robert Laffont, coll. « bibliothèque Marabout », 1959, 286 p.
- Barrie Pitt, « La bataille du Jutland : l'« Emden » navire corsaire », HISTORIA magazine 20e siècle, no 117,‎ 12 février 1970